# Johannes Theodor Suhr
Johannes Theodor Suhr OSB (Nyborg, 24 januari 1896 - Aabenraa, 10 maart 1997) was een Deens geestelijke en bisschop van de Rooms-Katholieke Kerk.
Suhr groeide op in de traditie van het Deens lutheranisme en volgde zijn schoolopleiding in Odense. Na de Eerste Wereldoorlog emigreerde hij naar Argentinië, waar hij werkzaam was als landarbeider. Na enkele jaren keerde hij terug naar Denemarken. Tijdens een verblijf in Rome in 1925 werd hij aangetrokken tot het rooms-katholicisme, tot de Kerk waarvan hij zich een jaar later bekeerde. Hij trad toe tot de benedictijnen in de abdij van Sint-Maurice en Sint-Maur in Clervaux in Luxemburg. Aldaar en te Rome studeerde hij theologie. Hij werd op 1 april 1933 priester gewijd. Hij trad vervolgens in in het klooster van San Girolamo in Rome.
Toen de apostolisch vicaris van Kopenhagen, Josef Brems, in 1938 overleed, benoemde paus Pius XII Suhr tot diens opvolger. Hij werd daarnaast benoemd tot titulair bisschop van Apisa Maius. Hij ontving zijn bisschopswijding in zijn eigen kloosterkerk, uit handen van Pietro Fumasoni Biondi, prefect van de H. Congregatie tot Voortplanting des Geloofs. Dit lag voor de hand omdat Denemarken gold als missiegebied. Op 15 januari 1939 nam hij bezit van zijn bisschoppelijke zetel in de Kathedraal van Sint Ansgar.
Op 29 april 1953 werd Kopenhagen door paus Pius XII verheven tot bisdom dat geheel Denemarken besloeg. Suhr werd de aldus de eerste bisschop van Kopenhagen sinds de reformatie. Mgr. Suhr nam deel aan het Tweede Vaticaans Concilie en was de eerste president van de conferentie van Scandinavische bisschoppen.
In 1964 vroeg hij om gezondheidsredenen ontslag. Dat werd verleend en hij werd opgevolgd door Hans Ludvig Martensen. Niettemin stierf Suhr pas ruim drie decennia later, op 101-jarige leeftijd.